# Нотман, Константин Вильгельмович
Константи́н Вильге́льмович Но́тман (1 сентября 1901, колония Людвигсталь Александровcкого уезда Екатеринославской губернии (ныне с. Заря (Розовский район) Запорожской области Украины) — 26 октября 1937, Магадан) — советский историк, преподаватель, деятель троцкистско-зиновьевской оппозиции.

## Биография
Родился в семье сельского аптекаря. Отец немец, мать русская. В 1912 году экстерном экзамен за четыре класса гимназии. Осенью 1918 года добровольцем вступил в Красную Армию, участвовал в Гражданской войне красноармейцем, затем — политработником. В 1921 году был командирован на учёбу в Петроград, в Военно-политический институт им. Н. Г. Толмачёва, который окончил в январе 1922 года. В ноябре 1921 года одновременно поступил на общественно-педагогическое отделение факультета общественных наук Петроградского университета, окончил его в 1924 году. С начала 1924 года член ВКП(б). Работал на кафедре истории ВКП(б) и ленинизма, младшим ассистентом исторического кабинета факультета языкознания и материальной культуры Ленинградского университета.
Во внутрипартийной дискуссии в канун XV съезда ВКП(б) в октябре 1927 года поддержал программный документ троцкистско-зиновьевской оппозиции «Заявление 83-х». В декабре 1927 года был исключен из партии. В январе 1928 года подал в парторганизацию Ленинградского университета заявление о пересмотре дела, для исправления командирован на преподавательскую работу в г. Чудово. В июне 1928 года был восстановлен в партии и вернулся в университет, работал старшим ассистентом кафедры истории народов СССР эпохи промышленного капитализма. С 1930 года — доцент выделившегося из ЛГУ историко-лингвистического института. Руководил кафедрой истории в ленинградском отделении Коммунистической академии.
Изучал рабочее движение в Петрограде 1917 году, борьбу большевиков с эсерами и меньшевиками в органах заводского самоуправления Трубочного завода Главного артиллерийского управления на Васильевском острове и Ижорского завода.
В 1931 году на собрании в ленинградском отделении Коммунистической академии обвинил в оппортунизме и примиренчестве ленинградских руководителей марксистского исторического фронта С. Г. Томсинского и А. И. Малышева. Его выступление было расценено как «левацкий заскок», а сам он вскоре встречно был обвинен в примиренчестве по отношению к троцкистам и снят «с руководства кафедрой истории в Комвузе». Активный деятель оппозиции. Поддерживал контакты с оппозиционерами Г. Е. Горбачевым, М. М. Цвибаком, З. Н. Гайдеровой.
С 1932 года — в Военно-политической академии им. Толмачева. С начала 1934 года — доцент ЛИФЛИ. Читал лекции по истории России и вёл спецсеминар по Февральской революции 1917 года. Преподавал в Коммунистическом педагогическом институте им. Крупской.
Жил с женой, детьми и престарелой матерью на Васильевском острове, 5 линия, д. 54, кв. 22. Жена — Александра Львовна Войтоловская (1912—1996), дочь публициста и критика Льва Войтоловского, аспирантка ЛИФЛИ. Дети: Генрих (1930—2011; впоследствии доктор экономических наук, профессор-моревед), Ролен (1932—2012; впоследствии журналист, писатель), Полина (род. 1933).
17 января 1935 года арестован как участник контрреволюционной террористической троцкистско-зиновьевской организации. На следствии обвинения в оппозиционной деятельности отвергал. 8 февраля 1935 года дело К. В. Нотмана и бывшего директора Колпинского кирпичного завода П. Н. Александрова было выделено в особое производство и направлено вместе с обвиняемыми в Москву в распоряжение начальника секретно-политического отдела Главного управления государственной безопасности НКВД. Особым совещанием при НКВД СССР 10 февраля 1935 года за принадлежность к «контрреволюционной троцкистско-зиновьевской группе» был приговорен к заключению в концлагерь сроком на 5 лет, отправлен на Колыму. Следом к нему выехала жена с детьми.
Постановлением особой тройки управления НКВД Дальневосточного края 11 октября 1937 года как бывший троцкист был приговорен к расстрелу. 26 октября 1937 года приговор был приведен в исполнение.
Вдова, А. Л. Войтоловская, в 1948 году была осуждена на 10 лет исправительно-трудовых работ, отбывала срок на Тайшете; впоследствии — экономист-марксист, доктор экономических наук, кандидат исторических наук, профессор, преподавала в новосибирских вузах.

## Сочинения
- Трубочный завод на Октябрьских путях (Очерк) // Красная летопись. — Л., 1932, № 5-6 (50-51). С.241-255.
- Внутренняя и внешняя политика самодержавия в конце XVIII века. — Л., 1934. 22 с.